# Трубчевський район
Трубчевський муніципальний район — адміністративна одиниця на півдні Брянської області Росії.
Адміністративний центр — місто Трубчевськ.

## Географія
Площа району — 1843,2 км². Основні річки — Десна, Нерусса.

## Історія
5 липня 1944 року Указом  Президії Верховної Ради СРСР була утворена Брянська область, до складу якої, поряд з іншими, був включений і Трубчевський район.